# Coppa Latina 1996 (hockey su pista)
La Coppa Latina 1996 è stata la 14ª edizione dell'omonima competizione europea di hockey su pista riservata alle squadre nazionali. Il torneo ha avuto luogo dal 9 al 10 marzo 1996.
La vittoria finale è andata alla nazionale della Spagna che si è aggiudicata il torneo per la quarta volta nella sua storia.

## Formula
La Coppa Latina 1996 vede la partecipazione delle nazionali della Francia, dell'Italia, del Portogallo e della Spagna. La manifestazione fu organizzata con la formula delle final four con semifinali e finali ad eliminazione diretta.

## Risultati

### Semifinali
| Portimão 9 marzo 1996 | Francia | 0 – 7 | Portogallo |  |

| Portimão 9 marzo 1996 | Italia | 0 – 2 | Spagna |  |

### Finale 3º/4º posto
| Portimão 10 marzo 1996 | Francia | 1 – 3 | Italia |  |

### Finale 1º/2º posto
| Portimão 10 marzo 1996 | Portogallo | 0 – 2 | Spagna |  |